# Herman Auerbach
Herman Auerbach (ur. 26 października 1903 w Tarnopolu, zm. 17 sierpnia 1942 we Lwowie) – polski matematyk żydowskiego pochodzenia, jeden z czołowych przedstawicieli lwowskiej szkoły matematycznej.

## Życiorys
Studiował początkowo (od 1921) na Wydziale Prawa Uniwersytetu Jana Kazimierza we Lwowie, jednak wkrótce przeniósł się na studia matematyczne na Wydziale Filozoficznym UJK. Ukończył je w 1926. W 1928 obronił doktorat na podstawie rozprawy O polu krzywych wypukłych o średnicach sprzężonych, a w 1935 habilitował się. W październiku 1936 otrzymał prawo veniam legendi z zakresu matematyki na Wydziale Matematyczno-Przyrodniczym Uniwersytetu Jana Kazimierza we Lwowie. Był starszym asystentem w Zakładzie Matematycznym UJK kierowanym przez prof. Eustachego Żylińskiego. 
Podczas pierwszej okupacji sowieckiej Lwowa (1939-1941) był profesorem analizy funkcjonalnej Uniwersytetu. Udowodnił tzw. lemat Auerbacha (zob. też baza Auerbacha, układ Auerbacha). Po zajęciu miasta przez Niemców został uwięziony w lwowskim getcie. Popełnił samobójstwo w szpitalu, by uniknąć transportu przez Niemców do obozu zagłady w Bełżcu.